# Frans de Boodt
Frans de Boodt (ca. 1550- 5 september 1627) was burgemeester van Brugge.

## Levensloop
Frans de Boodt behoorde tot de notabele Brugse familie De Boodt. Hij was een zoon van Adolphe de Boodt en Catherine Caron. Hij trouwde met zijn nicht Maria de Boodt († 1634), dochter van Willem de Boodt, die bij herhaling Brugs burgemeester van de schepenen was.
In de eerste helft van de zeventiende eeuw was De Boodt een van de meest invloedrijke Bruggelingen. Hij was heer van Lissewege en werd bevestigd in de adelstand toen hij tot ridder werd geslagen.

## In het stadsbestuur
In het stadsbestuur nam hij voor de De Boodts de opvolging van zijn schoonvader Willem de Boodt die in 1601, tijdens een laatste uitoefening van het burgemeestersambt, was overleden.
Het curriculum van Frans de Boodt verliep als volgt:
- Schepen in 1602 en eerste schepen in 1609, 1611 en 1618.
- Raadslid in 1610, 1614 en 1617.
- Burgemeester van de raadsleden in 1624.
- Burgemeester van de schepenen in 1607, 1608, 1613, 1616, 1622, 1623 en 1625.

## Sint-Jorisgilde
In 1616, terwijl hij burgemeester van de schepenen was, werd Frans de Boodt hoofdman van de Sint-Jorisgilde, de voornaamste ontspanningsvereniging in de stad, waar al wie een maatschappelijke rol van enig belang uitoefende, lid van was. Hij bleef dit tot aan zijn dood.

## Bron
- Stadsarchief Brugge, Wetsvernieuwingen.
- Stadsarchief Brugge, Boedelbeschrijvingen, eerste reeks, nr.861 (Marie de Boodt).